# Namgyal Lhamo
Ne doit pas être confondu avec Namgyal Lhamo Taklha.
Pour les articles homonymes, voir Lhamo.
Namgyal Lhamo (tibétain : རྣམ་རྒྱལ་ལྷ་མོ།, Wylie : rnam rgyal lha mo), née en 1956,  est une artiste renommée de chant traditionnel tibétain et d’Opéra tibétain, le Lhamo. Elle vit à Utrecht, aux Pays-Bas. 

## Prix et nominations
- 2006/7 : Winner Best female Tibetan singer-Tibetan Music Awards.
- 2007 : Winner Best female solo artist Tibet/India-International music awards,Musicaid-Broadjam
- 2008 : Nominee Best world music act Holland/Belgium-MixedMagazine awards.

## Discographie
- Voices from Tibet (avec Gang Chenpa: Papyros, MWCD5005, Music & Words, 2000)
- Songs from Tibet (Papyros MWCD5010, Music & Words, 2005)
- Pure (Silk Road, 2007)
- The Enchanted Land (Silk Road, 2007)
- Anthology (2008)
- Highland Supernova (2009)
- An Anthology of Tibetan Songs CD (2013)

## Sources
(février 2015).
- http://www.namgyallhamo.com
- http://www.myspace.com/namgyallhamo
- http://insideworldmusic.blogspot.com/2009/04/cd-review-tibets-new-voice.html
- http://insideworldmusic.blogspot.com/2009/04/cd-review-tibets-trip-hop-temptress.html
- http://www.glimz.net/film.php?movieId=1062&title=Karma
- « http://thestatesman.net/page.arcview.php?clid=19&id=263073&usrsess=1 »(Archive.org • Wikiwix • Archive.is • Google • Que faire ?)
- https://web.archive.org/web/20080709031456/http://www.worldmusiccentral.org/article.php/namgyal_lhamo_wins_international_award
- http://www.tibet.ca/en/newsroom/wtn/4984
- http://www.welt-musik.net/?p=867
- https://web.archive.org/web/20080709094923/http://www.worldmusiccentral.org/article.php/namgyal_lhamo_pure_2007
- http://www.phayul.com/news/article.aspx?id=23619&t=1&c=10
- http://www.musicwords.nl/papyros~artist~Lhamo,%20Namgyal_en.html